# Donnie Andrews
Larry Donnell « Donnie » Andrews (29 avril 1954 - 13 décembre 2012) est un ancien criminel américain reconverti en conférencier anti-crime. Il a notamment inspiré le personnage d'Omar Little de la série d'HBO Sur écoute. 

## Jeunesse
Andrews grandit dans un logement social à Baltimore, Maryland. Il est  agressé physiquement par sa mère et voit, à l'âge de 9 ans, un homme être battu à mort pour 15 cents (1,24 $ actuels),. 

## Vie criminelle
Andrews devient rapidement un braqueur s'attaquant aux trafiquants de drogue ; il possède cependant un code éthique de ne jamais s'attaquer aux femmes et aux enfants. Il est connu de la police pour vol à main armée et trafic de drogue dans les années 1970 et au début des années 1980 à Baltimore. Il est arrêté pour la première fois à 16 ans. 
En 1986, un baron de la drogue local, Warren Boardley, convainc Donnie Andrews (qui avait besoin d'argent pour soutenir sa dépendance à l'héroïne) et Reggie Gross (en) d'assassiner Zachary Roach et Rodney «Touche» Young. Rempli de culpabilité, se livre ensuite à Ed Burns, policier au département de police de Baltimore. En collaboration avec Burns, il accepte de porter un mouchard électronique pour obtenir des preuves contre Boardley et Gross dans les meurtres. 
En 1987, Andrews est condamné à la prison à vie pour meurtre. Il voit refuser la libération conditionnelle lors de ses premières tentatives, mais continue ses études, met fin à sa dépendance à l'héroïne et aide d'autres détenus en dirigeant un atelier anti-gang,. 
Pendant qu'Andrews était en prison, Ed Burns le présente à Fran Boyd, qui a inspiré le personnage du même nom dans The Corner: A Year in the Life of an Inner-City Neighborhood, un livre de 1997 de Burns et David Simon. La première conversation entre Andrews et Boyd a lieu en janvier 1993, alors que Boyd consommait encore de la drogue. Andrews encourage alors Fran Boyd à arrêter. 

## Sur écoute
En 1998, Burns et Simon, ainsi que le procureur principal qui a obtenu la condamnation d'Andrews, commencent à faire pression pour la libération d'Andrews de prison,. Pendant qu'Andrews était en prison, Simon lui a envoyé des exemplaires du journal et Andrews a donné à Simon des informations sur les crimes commis à Baltimore. Simon a nommé Andrews consultant pour Sur écoute, série télévisée de HBO consacrée à la criminalité à Baltimore. De plus, David Simon utilise Donnie Andrews comme source d'inspiration pour le personnage d'Omar Little, un criminel s'attaquant aux trafiquant et ne ciblant jamais des passants innocents .   
Il incarne par ailleurs le petit rôle de Donnie dans Sur écoute, un associé d'Omar. 

## Vie privée
Andrews est libéré de prison en 2005. Il mène alors des activités de sensibilisation auprès des jeunes après sa sortie de prison. Sa fondation, Why Murder?, tente de détourner les enfants d'une vie de crime. 
Andrews et Fran Boyd se marient le 11 août 2007. Les invités au mariage comprennent des acteurs de Sur écoute, dont Dominic West, Sonja Sohn et Andre Royo.

## Mort
Andrews souffre d'une dissection aortique dont il décède le 13 décembre 2012 à Manhattan, New York. Il avait 58 ans.  